# William Silkworth
William Silkworth (n. 28 octombrie 1884, New York City, New York, SUA – d. aprilie 1971, Hempstead⁠(d), New York, SUA) a fost un trăgător de tir ce a reprezentat Statele Unite ale Americii, medaliat olimpic. A participat la o ediție a Jocurilor Olimpice (1924) în care a câștigat o medalie de aur.

## Participări
Lista de mai jos prezintă principalele competiții la care a participat William Silkworth de-a lungul carierei.
- shooting at the 1924 Summer Olympics – men's team clay pigeons[*]